# Gazipınarı, Refahiye
Gazipınarı là một xã thuộc huyện Refahiye, tỉnh Erzincan, Thổ Nhĩ Kỳ. Dân số thời điểm năm 2010 là 98 người.